# Гольштейн, Евгений Викторович
Евгений Викторович Гольштейн (род. 29 июля 1989, Красноярск) — российский регбист, фланкер клуба «Красный Яр».

## Карьера
Евгений воспитанник «Красного Яра». Начинает с молодежного состава, постепенно попадает в основную команду. В 2012 году уже играет в основном составе в нескольких матчах. В 2013 году становится чемпионом страны. Сезон 2014 года начинает менее удачно, сыграв лишь в 3-х матчах чемпионата (146 минут в совокупности) за «Яр», и летом уходит в аренду в новокузнецкий «Металлург». Следующий сезон (2015) проводит там же. Становится одним из лидеров команды. В матче с «Подмосковьем-дубль» Евгений занес три попытки. В следующем сезоне-2016 возвращается в стан «яровцев», несколько раз завоевывая серебряные медали первенства. В этот период Евгений стал постоянным игроком ротации.

## Достижения
- Чемпионат России:
  -  Чемпион России: 2013
  -  Серебряный призёр чемпионата России: 2012, 2016, 2017, 2018, 2019
- Кубок России:
  -  Обладатель Кубка России: 2013, 2018, 2019
- Суперкубка России
  -  Обладатель Суперкубка России — 1 раз (2016)